# Sorghastrum secundum
Sorghastrum secundum là một loài thực vật có hoa trong họ Hòa thảo. Loài này được (Elliott) Nash miêu tả khoa học đầu tiên năm 1903.